# 시간여행물
시간여행은 주로 19세기 후반부터 소설의 일반적인 주제로, 문학, 텔레비전, 영화, 광고 등 다양한 매체에서 묘사되어 왔다.
기계적 수단을 통한 시간 여행의 개념은 H. G. 웰스의 1895년 소설 타임머신 (소설)에서 대중화되었다. 일반적으로 시간 여행 이야기는 과거나 미래로 여행을 떠난 결과에 초점을 맞춘다. 이러한 이야기의 중심 전제는 종종 의도적으로 또는 우연히 역사를 바꾸는 것과 과거를 바꾸는 방식이 미래를 바꾸고 시간 여행자가 집으로 돌아올 때 변경된 현재 또는 미래를 만드는 방식을 포함한다. 다른 경우에는 과거는 바뀔 수 없거나 미래는 미리 결정되어 있다는 전제가 있으며, 주인공의 행동은 원래 전개된 사건에 중요하지 않거나 본질적인 것으로 판명된다. 일부 이야기는 시간 여행 자체보다는 시간 여행에 따른 역설과 대체 타임라인에만 초점을 맞춘다. 시간 여행은 공상 과학 소설이 은유적인 방식으로 현대 문제를 해결할 수 있도록 하는 "필요한 거리두기 효과"를 제공하기 때문에 일종의 사회적 논평을 제공하는 경우가 많다.

## 같이 보기
- 영원 회귀